# Carrie Bradshaw
 (janvier 2022).
Pour les articles homonymes, voir Bradshaw.
Carrie Bradshaw est un personnage de fiction apparu dans les séries télévisées Sex and the City et The Carrie Diaries, respectivement interprétée dans ces séries par Sarah Jessica Parker et AnnaSophia Robb.
Créée par Candace Bushnell, Carrie est d'abord apparue dans le livre Sex and the City puis portée à la télévision par Darren Star. Diffusée sur HBO de 1998 à 2004, la série est ensuite adaptée au cinéma en 2008, puis en 2010. Un an plus tard, le réseau CW annonce que le dernier roman de Candace Bushnell, Le Journal de Carrie, qui met en scène le personnage lors de son adolescence dans le Connecticut, va être adapté à la télévision.
Carrie Bradshaw est la voix de la série car chaque épisode est fondé autour de ses pensées pendant qu'elle écrit sa rubrique Sex and the city dans un journal new-yorkais.
Carrie a toujours des tenues glamour, chics et extravagantes.
De son propre aveu, le personnage est l'alter ego de son auteur, l'écrivaine new-yorkaise Candace Bushnell. Les deux partagent, outre leurs initiales, de nombreux traits communs (métier, chronique dans un journal de New York…).

## Caractère
La principale qualité de Carrie est l’indépendance. Elle s’assume sur le plan financier, sentimental et vestimentaire. Elle ose tout, dans les limites de la décence, et n’a pas peur du regard des autres. Malgré cette indépendance, elle est toujours ouverte à de nouvelles relations amoureuses et reste dévouée à ses ami(e)s.
Carrie a aussi beaucoup d’humour, ce qui se ressent dans ses articles, mais aussi dans ses conversations avec ses amies. Elle est aussi, du fait de son métier, très douée pour analyser les relations sociales et amoureuses de ses contemporains. Par contre, elle a un peu moins de flair en ce qui concerne ses propres relations amoureuses…
Sa relation avec ses parents n'est quasiment jamais évoquée : on ne sait pas où elle a grandi, ni avec qui. L'histoire de Carrie commence à New York, une ville à laquelle elle est extrêmement attachée. On apprend cependant, dans l'épisode "a vogue idea" de la saison 4, que son père a quitté sa mère lorsqu'elle avait cinq ans.
D'après le livre le journal de Carrie, son père n'a pas quitté sa mère, celle-ci étant décédée d'un cancer. Elle a une sœur.

## Métier
Carrie est journaliste au New York Star dans lequel sa chronique intitulée Sex and the City est publiée chaque semaine. Elle a participé occasionnellement au Vogue américain en écrivant notamment un article sur les accessoires. Elle a également publié un livre recueillant ses meilleurs articles, également intitulé Sex and the City.

## Appartement
Carrie vit dans un petit appartement sur Perry street. Elle travaille chez elle en tapant ses chroniques sur son ordinateur. Dans la réalité, l'appartement de Carrie, avec ses célèbres escaliers, est situé au 66 Perry Street à New York City (Manhattan, West village).

## Vie
D’abord célibataire endurcie, Carrie change du tout au tout lorsqu’elle tombe amoureuse de Big. Puis leur relation, qui la fait souffrir, et leur rupture difficile la troublent quelque peu. Elle perd la maigre confiance qu’elle avait dans les hommes et n’a que des aventures sans lendemain jusqu’à tomber dans les bras d’Aidan dans la saison 3. Après sa rupture avec Aidan, Carrie est dévastée, d’autant plus qu’elle en est responsable, ayant trompé Aidan avec Big.
Elle ne peut cependant pas l’oublier, et réussit à le reconquérir dès la saison suivante. Ils poursuivent leur relation, mais au fond Carrie n’a pas tant changé, et elle ne peut se résoudre à s’engager avec un homme pour la vie. Ils rompent donc une seconde fois.
La sixième saison marque le temps de la maturité pour Carrie. Elle connaît un autre échec amoureux avec un écrivain, Jack Burger, qui ne pouvait se résoudre à assumer son statut d’homme « casé ». Puis, après avoir encore une fois été déçue par Big qui refuse de s'engager, elle entame une relation avec un artiste russe d’au moins 20 ans plus âgé qu'elle. Elle croit à la stabilité de leur histoire puisqu’elle accepte d’abandonner sa vie à Manhattan pour le suivre à Paris pour une durée indéterminée.
Cependant, après une violente dispute avec son compagnon dans un hôtel luxueux de Paris, Carrie retrouve Big, arrivé à Paris à la demande de ses amies, notamment de Miranda qui a compris que cela se passe mal pour elle, à Paris. Big qui, comme elle, s’en rend compte, reste son amour de toujours, autant pour lui que pour elle. Carrie est donc revenue à la case départ, mais avec beaucoup plus d’expérience et de réflexion qu’auparavant.

## Hobbies
Le passe-temps préféré de Carrie est le shopping. Elle voue notamment un culte aux chaussures Manolo Blahnik. Autrement, son activité principale consiste à sortir avec ses amies. On la voit faire du sport de temps en temps, comme du jogging, du yoga ou du trapèze en plein air.

## Les hommes marquants
Le premier et le dernier de tous est évidemment Big, qui fait partie de sa vie qu’elle le veuille ou non car quoi qu'il arrive, il revient toujours vers elle.
L’autre homme marquant est Aidan Shaw, avec qui elle fut un temps fiancée. On peut aussi citer Jack Burger, avec qui la relation fut courte mais intense car Carrie y croyait fermement. L’autre relation sérieuse est celle avec Alexandr Petrovsky, un artiste russe pour qui elle a accepté de sacrifier ses amies et sa carrière aux États-Unis.

## Style vestimentaire
Carrie est la fashionista la plus téméraire du groupe, ayant le style vestimentaire le plus original des quatre filles. Elle ne rentre ainsi dans aucune catégorie précise. Sa spécialité est de mixer des vêtements souvent jugés importables, comme des salopettes ou des micro shorts, avec des pièces toutes simples. Elle mélange les marques comme les genres et les styles.
Une de ses particularités cependant est de toujours porter des talons, 8 cm minimum et Manolo Blahnik de préférence. Un exemple de ses tenues, où elle accessoirise un débardeur blanc tout ce qu'il y a de plus basique avec une grosse fleur portée à la bretelle, et où elle arbore un sac Dior luxueux et très à la mode.
Une saison de mode de la série coûte environ 174 000 euros de vêtements.